# Johanniskirche (Scheibenberg)

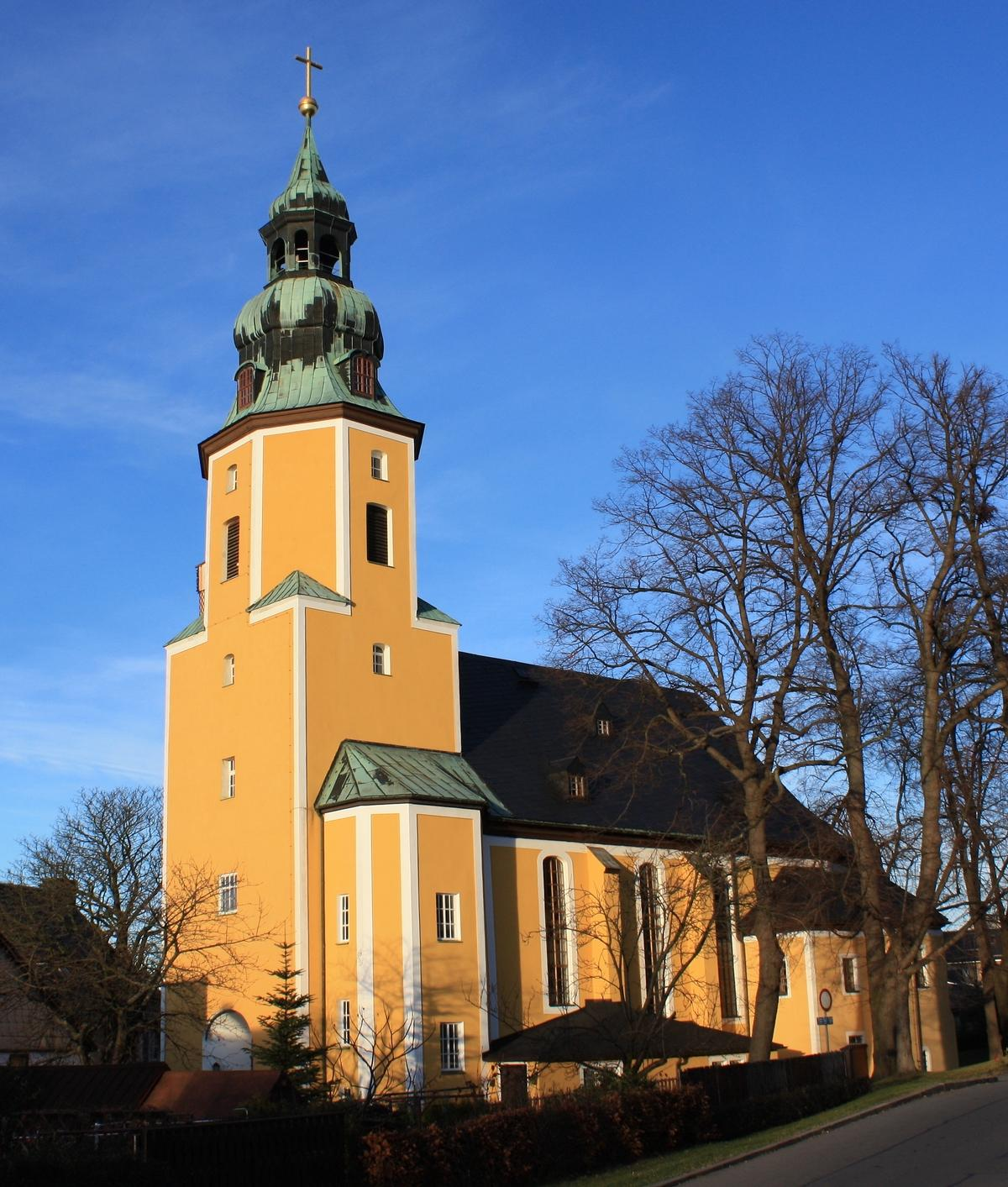
Johanniskirche in Scheibenberg von Südwesten

Die evangelisch-lutherische Johanniskirche in Scheibenberg ist eine in der zweiten Hälfte des 16. Jahrhunderts entstandene Saalkirche im sächsischen Erzgebirge und dem Täufer Johannes gewidmet. Das Baudenkmal dominiert zusammen mit dem imposanten Rathaus mit Turm die Stadtansicht.

## Geschichte und Architektur
Die große, erhöht gelegene Kirche wurde von 1559 bis 1571 erbaut, 1754 bis 1756 umfassend erneuert und im 20. Jahrhundert mehrfach restauriert. Der 1697 von Johann Georg Pauli und Johann Christian Oelsner begonnene Turm wurde 1774 geweiht. Ein als hölzerner Vorgängerbau war bereits im Jahr der Stadtgründung (1522) angelegt worden.
Die Strebepfeiler an der Südseite verweisen auf eine geplante Einwölbung des Renaissancebaues. Die Fassade ist mit gelbem Putz abgesetzt. Der Außenbau wird außen durch Ecklisenen gegliedert. Das Innere ist eine Saalkirche, bei der das Kirchenschiff und der 5/8 Chor eine harmonische Einheit bilden. Als Anbauten sind die Sakristei mit Tonnengewölbe und ein zweigeschossiger Logenanbau an der Nordseite vorhanden. Das profilierte Rundbogenportal ist mit 1559 bezeichnet. Der ab 1697 errichtete und 1774 vollendete Turm an der Westseite erhebt sich auf quadratischem Grundriss, ist im Obergeschoss oktogonal und wird von einer geschweiften Kupferhaube und -laterne abgeschlossen.
Über der Orgelempore erstrahlt jährlich ab dem 3. Advent ein großer Lichterbogen. 1716 ist die erste Rechnung dafür überliefert; 24 Jahre vor der Herstellung des ältesten bekannten Schwibbogens in Tischgröße. Deswegen wird eine Vorbildwirkung vermutet.

## Ausstattung
Der Innenraum mit großer Flachdecke ist von den barocken, umlaufenden zweigeschossigen Emporen und den Logen und Betstübchen geprägt, die zwischen 1698 und 1754 eingebaut wurden. Unter der Nordempore befindet sich die Loge des Bergamtes, auch Bergamtsgestühl genannt, mit zwei geschnitzten Bergmännern, die ein Doppelwappen halten. In vergoldeten Girlanden werden verschiedene Werkzeuge dargestellt.

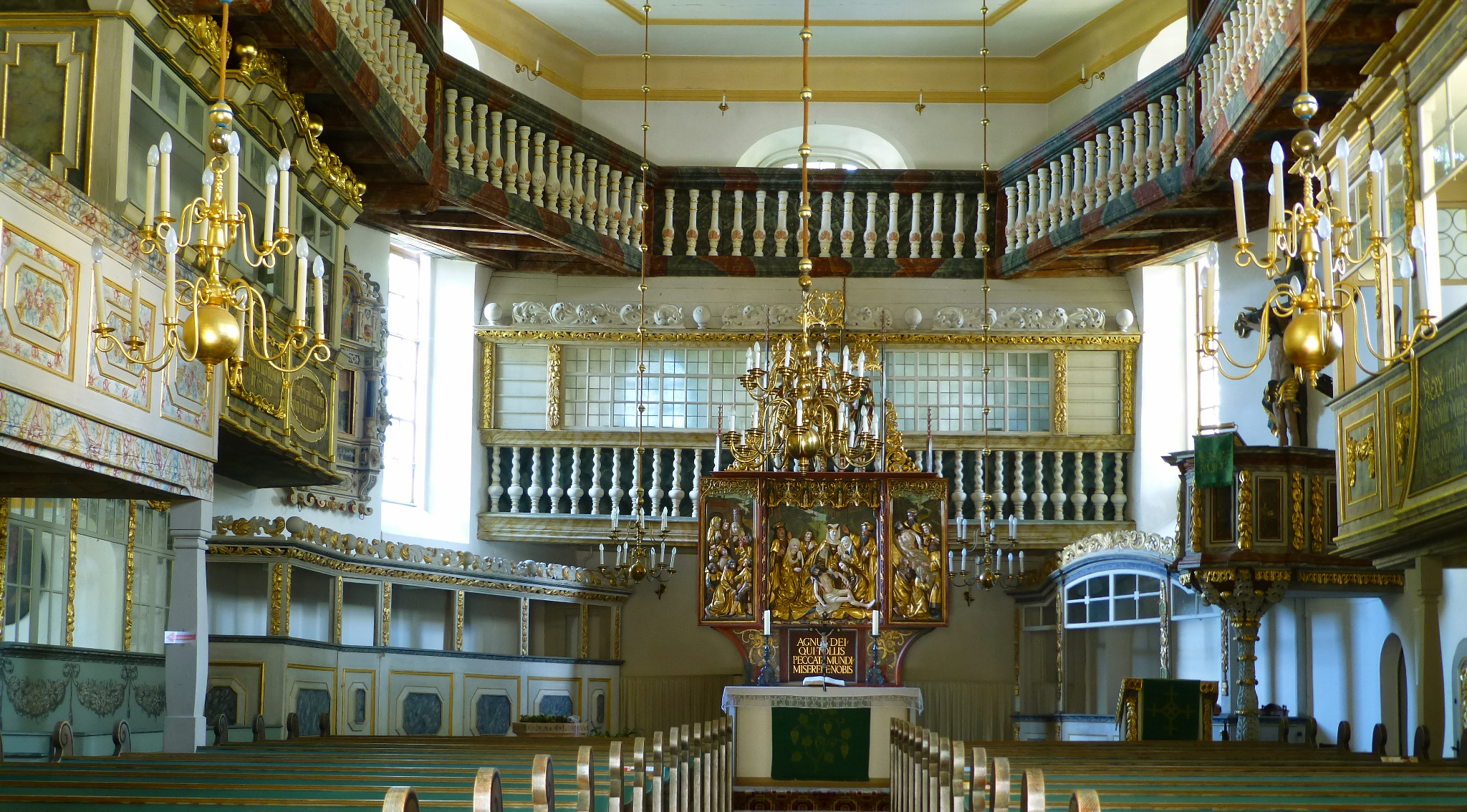
Innenraum mit spätgotischem Flügelaltar

Der spätgotische geschnitzte Flügelaltar, der vor 1539 in Lößnitz stand, ist um 1485 entstanden. Im Mittelschrein wird die Beweinung Christi figurenreich dargestellt, auf den Flügeln die Kreuztragung und die Grablegung. Im Schleierwerk sind kleine Figuren der Evangelisten zu entdecken. Schrein und Flügel sind mit landschaftlichen Hintergrundmalereien ausgeschmückt. Auf den Rückseiten der inneren Flügel befinden sich Darstellungen des Märtyrertods Johannes des Täufers, auf den Standflügeln sind Tafelgemälde des Apostels und Evangelisten Johannes und Judas Thaddäus zu sehen. Im Gesprenge finden sich unter Baldachinen Darstellungen Johannes des Täufers, Petri und Pauli, im Auszug eine kleine Figur des Jüngers und Evangelisten Johannes.
Der Scheibenberger Tischlermeister Johann Kaufmann fertigte 1709 die hölzerne Kanzel, an deren Korb Christus und die Evangelisten aufgemalt sind. Die Säule ist mit einem vegetabilen Ornament von 1927/28 verziert. Die restaurierte Taufbecken aus Porphyrtuff entstand im Jahr 1570 und verfügt über einen großen mit 1767 bezeichneten Aufsatz aus Zinn, ein Werk des einheimischen Meisters Carl Gottlieb Müller. Das hölzerne lebensgroße Kruzifix ist nach chronikalischen Angaben seit der Ortsgründung 1522 in der Kirche und wird Hans Witten oder seinem Umkreis zugeschrieben.
Orgel
Die Orgel mit 21 Registern auf zwei Manualen und Pedal (11-5-5) wurde 1885 von Richard Kreutzbach aus Borna, einem Sohn Urban Kreutzbachs, gebaut und installiert. Im Laufe der Jahre wurde sie mehrmals umgebaut und restauriert, zuletzt 1985 von Orgelbauer Georg Wünning, der auch 1995 und 2006 Wartungs- und Reinigungsarbeiten vornahm.

## Sonstiges

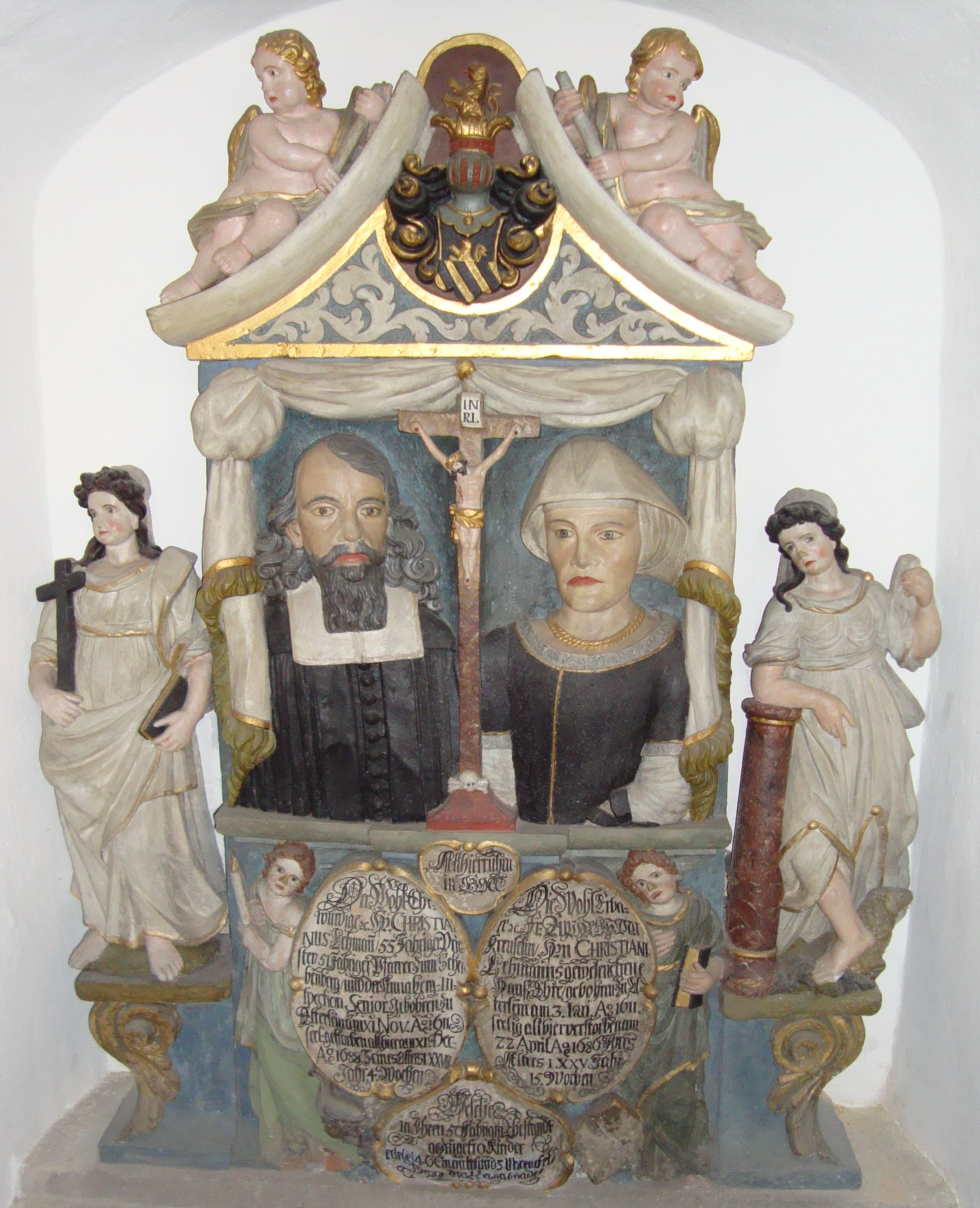
Epitaph für Christian Lehmann und seine Ehefrau

Im Inneren der Kirche befinden sich ein aus farbigem Tuffstein gefasstes Epitaph für den Pfarrer und Chronisten Christian Lehmann (1611–1688) und dessen Frau Euphrosyna geb. Kreusel (1611–1686), die in einer kleinen Loge als Halbfiguren dargestellt sind.
Ein manieristisches, hölzernes Epitaph für den Richter und Stadtkämmerer Wolf Groschupf († 1611), das 1614 von dessen Sohn Theophilus gestiftet wurde und in reich geschnitzter Architekturrahmung die Stifterfamilie, Jakobs Kampf mit dem Engel und den Auferstandenen zeigt.
In der Turmlaterne hängt das sog. Berg- oder Silberglöckchen aus dem Jahre 1522, eine der ältesten Bergglocken Deutschlands.
Neben der Kirche befindet sich auf dem ehemaligen Kirchhof eine Gruftkapelle, ursprünglich die barocke Begräbniskapelle von Bergmeistern, Stadtrichtern, ihren Familien und nachfolgenden Generationen. Der kleine, durch Lisenen gegliederte Bau ist zwar über dem Portal mit 1626 bezeichnet, wurde aber erst 1771 in die heutige Form gebracht. An der Südwand der Kirche befindet sich eine Tafel zur Erinnerung an das 800-jährige Regierungsjubiläum des Hauses Wettin. Eine weitere Tafel links neben dem Hauptportal erinnert an den ehemaligen Scheibenberger Pfarrer Christian Lehmann.

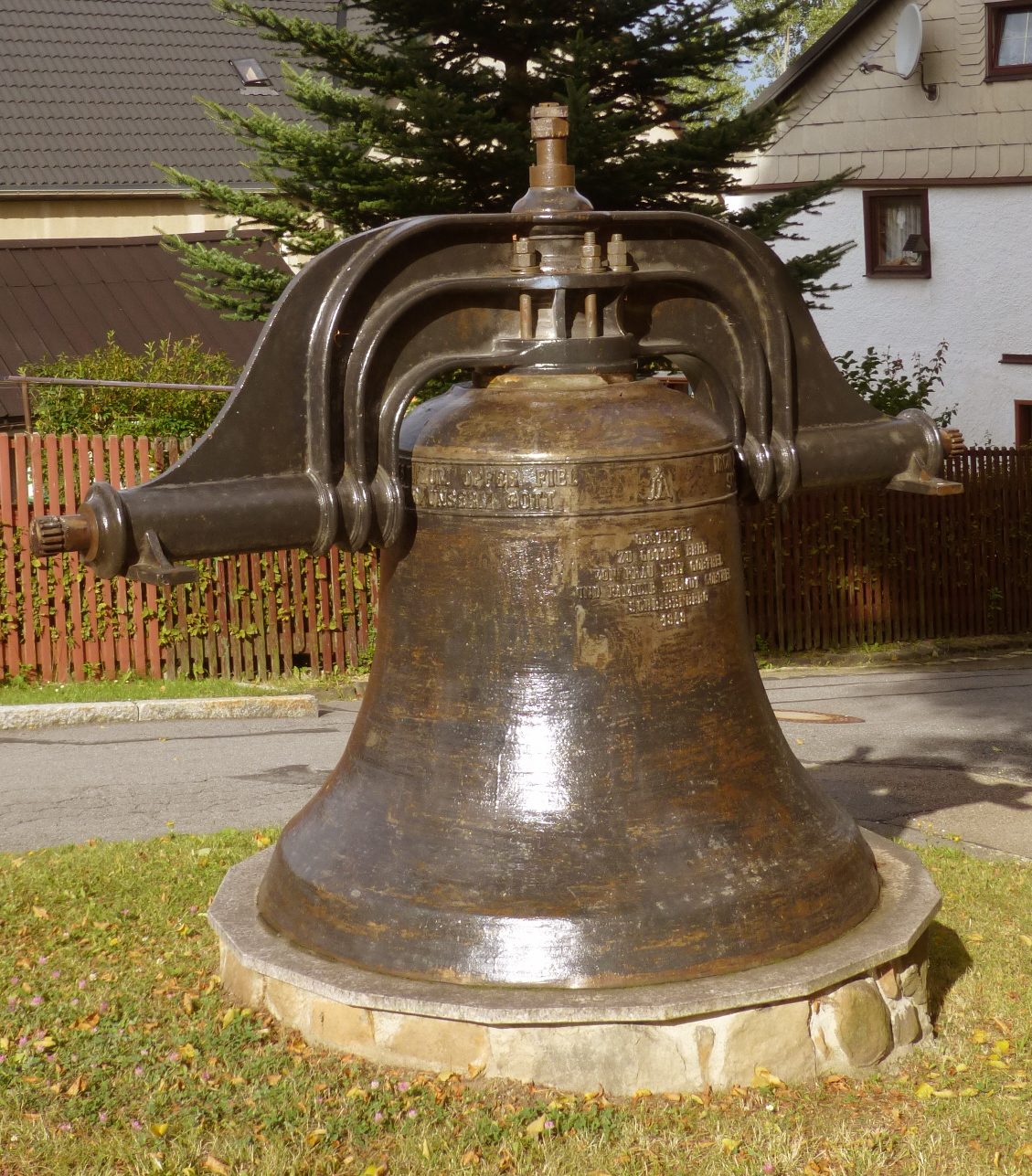
Eine der Eisenhartgruss-Glocken

## Restaurierung und Ersatzmaßnahmen
Der vom Hausschwamm bedrohte Turm der Johanniskirche wurde 2010–2016 umfassend saniert; die Baukosten betrugen rund 360.000 Euro.
Gleichzeitig wurden die nach dem Zweiten Weltkrieg als Ersatz für die kriegsbedingte Ablieferung der früheren Bronzeglocken aufgezogenen drei Eisenhartguss-Glocken durch ein neues vierstimmiges Bronzeglockengeläut ersetzt, das die Fa. Grassmayr in Innsbruck gegossen hat. Die Glockenweihe erfolgte am 7. November 2010. Die Glocken mit den Namen Christusglocke, Johannesglocke, Martin-Luther-Glocke, Hoffnungsglocke. Die größte der ersetzten Eisenglocken fanden ihren Platz auf dem Rasen vor der Kirche.

## Ansichten und  Details

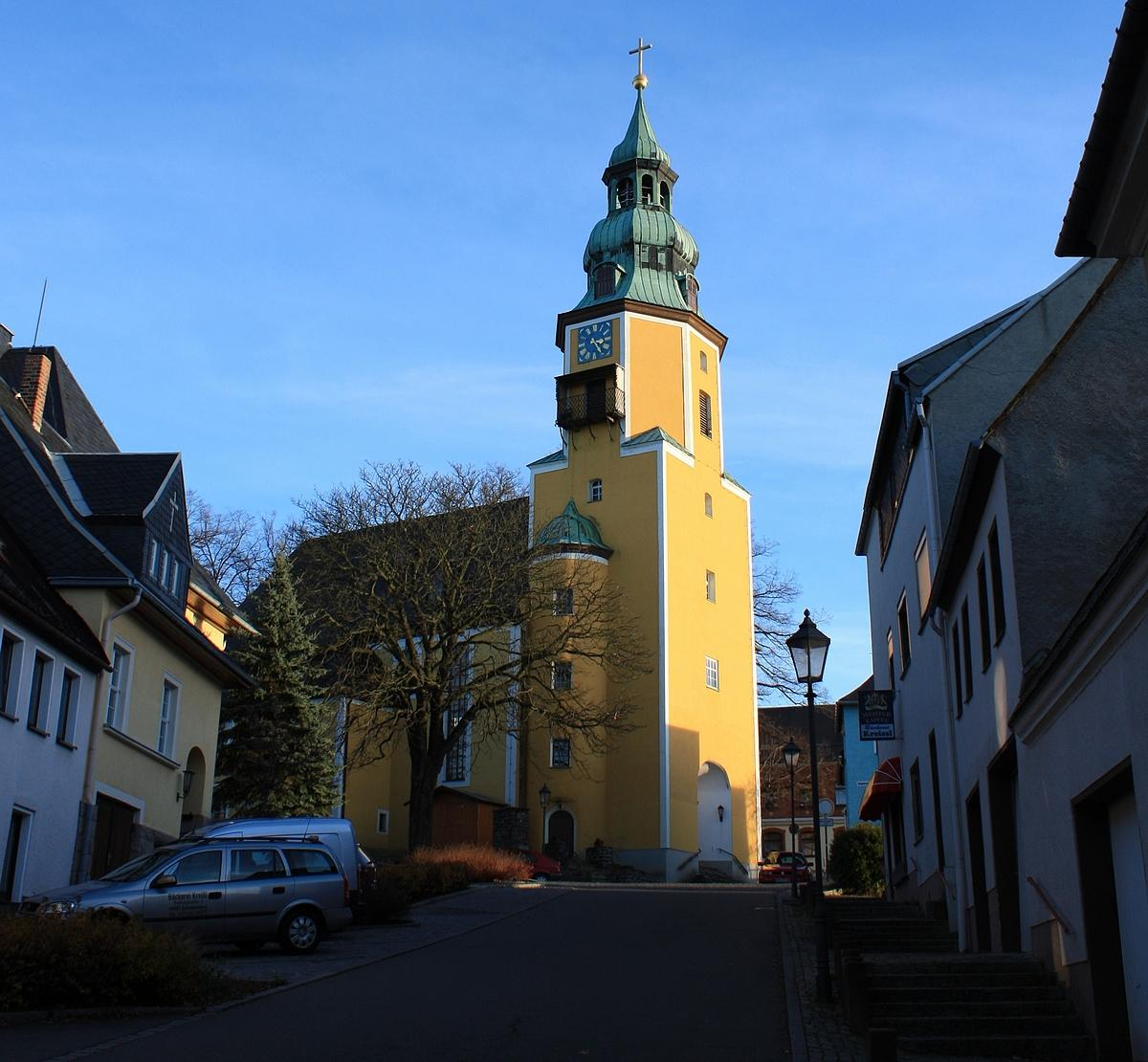
Ansicht von Nordwesten
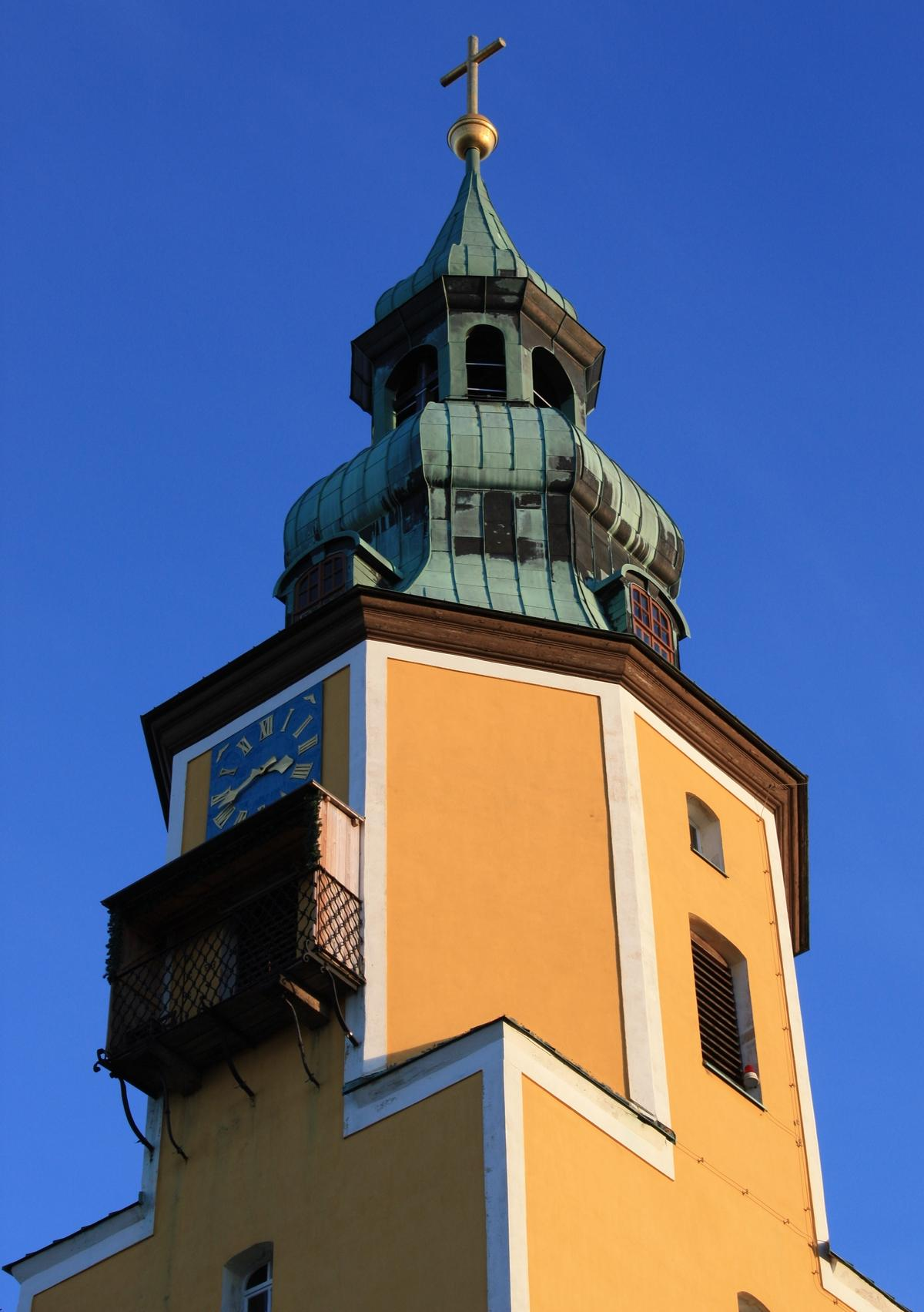
Detail: Turm aus Nordwesten mit oktogonalem Obergeschoss
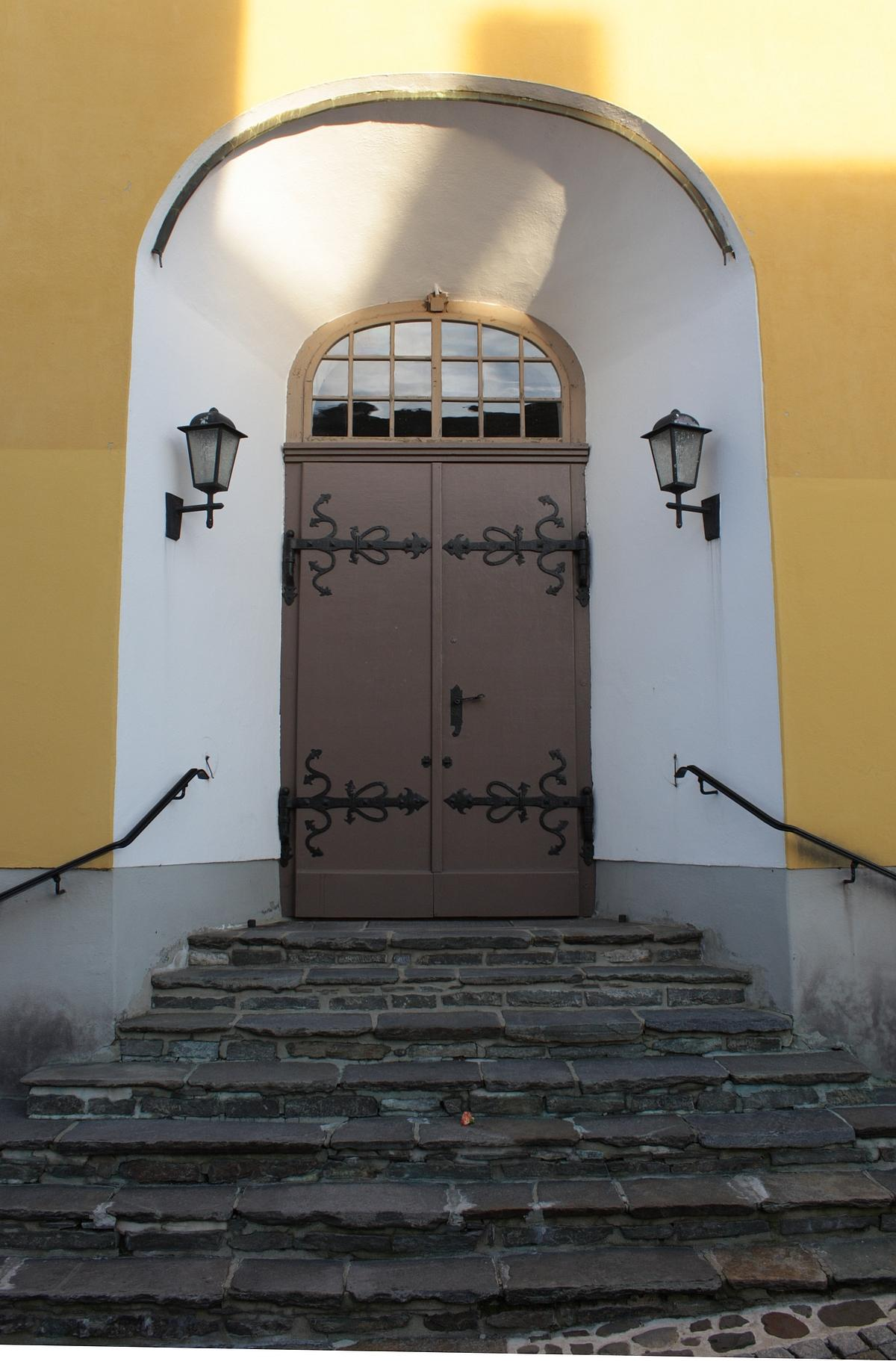
Portal auf der Westseite
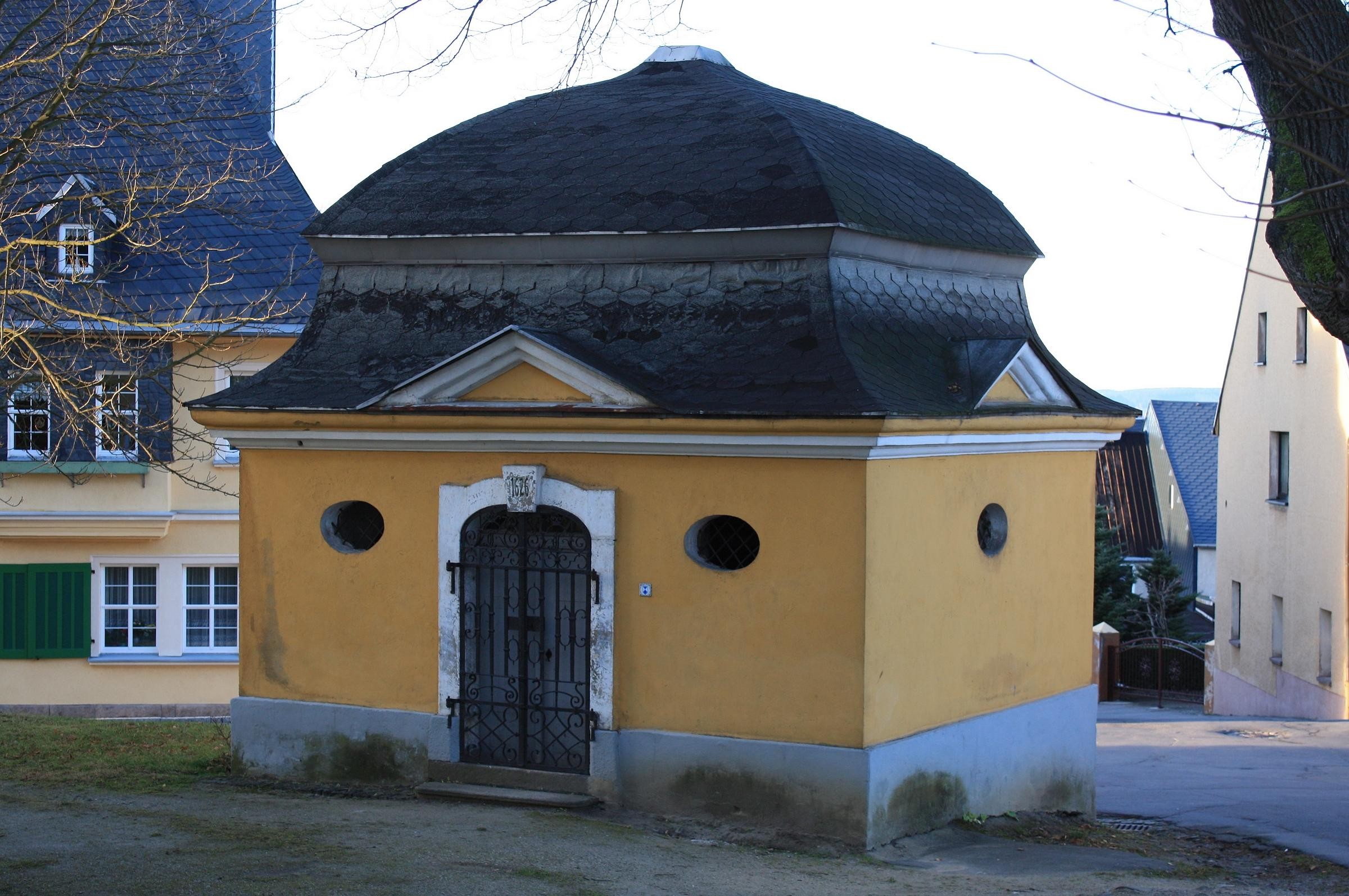
Kellermannsches Erbbegräbnis
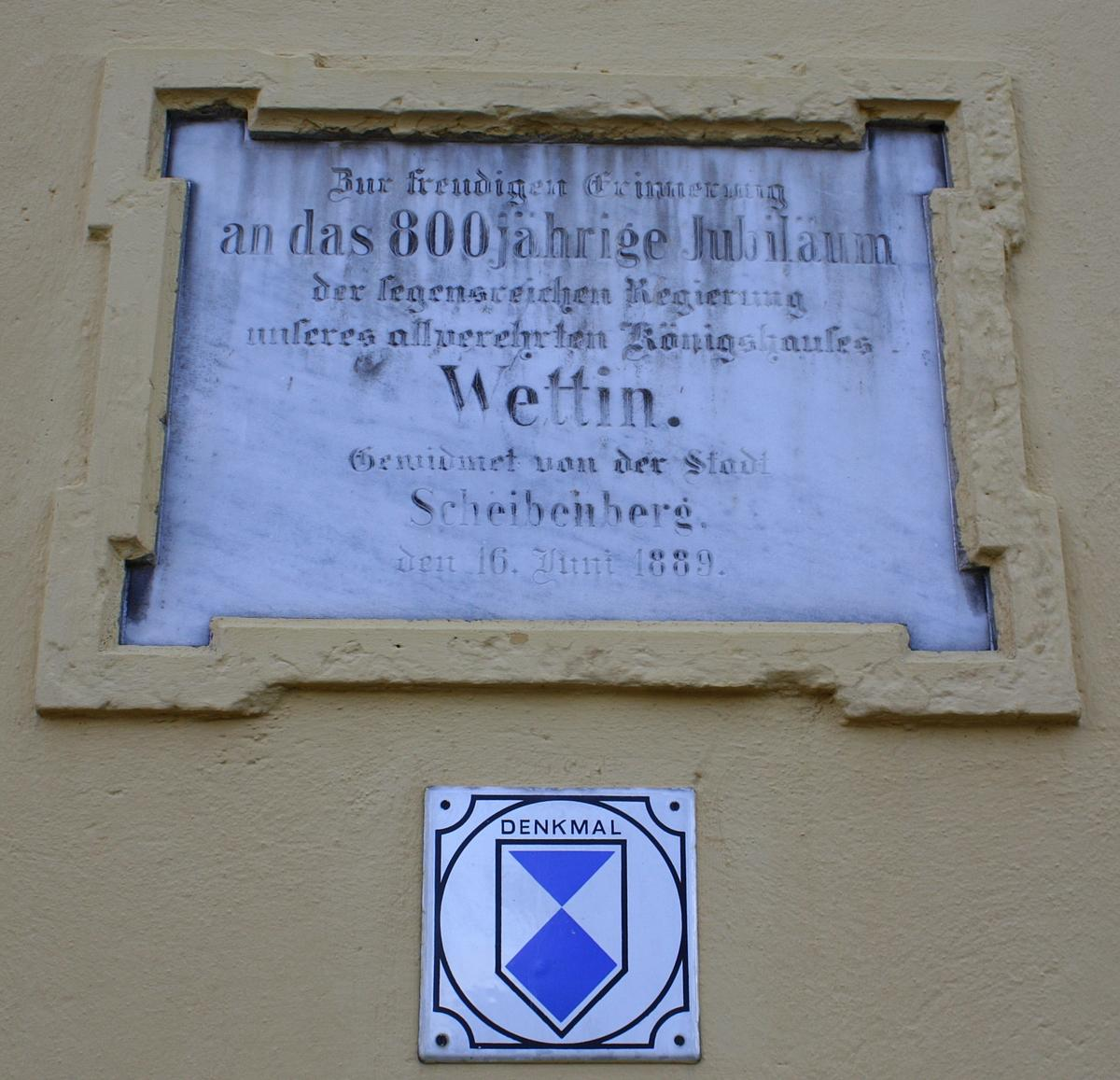
Gedenktafel an der Nordseite der Kirche
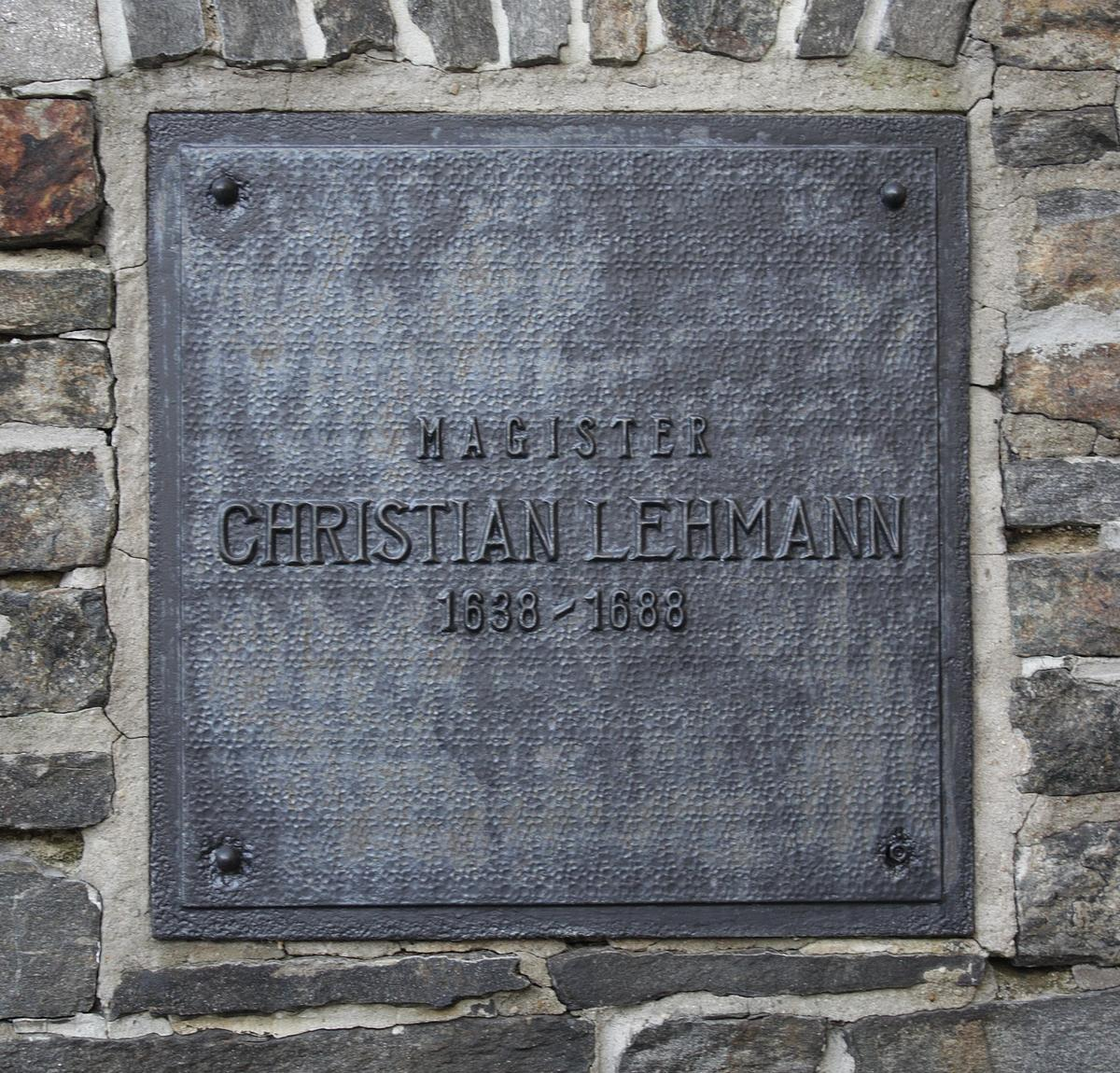
Gedenktafel neben dem Portal